# Evolução do Colégio dos Cardeais sob o pontificado de Júlio II
Abaixo está a evolução do colégio de cardeais durante o pontificado de Júlio II e a subsequente vaga vaga .

## Composição para consistório
| Consistóro                     | 1503 | 1513 |
| ------------------------------ | ---- | ---- |
| Fevereiro 1456                 | 1    |      |
| Consistórios de Calisto III    | 1    |      |
| Setembro 1467                  | 1    |      |
| Consistórios de Paulo II       | 1    |      |
| Dezembro 1471                  | 1    |      |
| Dezembro 1476                  | 1    |      |
| Dezembro 1477                  | 2    | 1    |
| Maio 1480                      | 1    |      |
| Março 1484                     | 1    |      |
| Consistórios de Sisto IV       | 6    | 1    |
| Março 1489                     | 4    | 2    |
| Consistórios de Inocêncio VIII | 4    | 2    |
| Setembro 1493                  | 7    | 4    |
| Maio 1494                      | 1    | 1    |
| Janeiro 1495                   | 2    | 2    |
| Fevereiro 1496                 | 1    |      |
| Setembro 1498                  | 1    |      |
| Março 1500                     | 2    | 1    |
| Setembro 1500                  | 9    | 3    |
| Maio 1503                      | 9    | 4    |
| Consistórios de Alexandre VI   | 32   | 15   |
| Novembro 1503                  |      | 1    |
| Dezembro 1505                  |      | 5    |
| Dezembro 1506                  |      | 1    |
| Maio 1507                      |      | 1    |
| Setembro 1507                  |      | 1    |
| Março 1511                     |      | 8    |
| Consistórios de Júlio II       |      | 17   |
| Total                          | 44   | 35   |

## Evolução durante o pontificado
| Data                    | Evento                                                                    | Total |
| ----------------------- | ------------------------------------------------------------------------- | ----- |
| 31 de outubro de 1503   | Abertura do Conclave do outono de 1503                                    | 44    |
| 1 de novembro de 1503   | Eleição Papal do Cardeal Giuliano Della Rovere com o nome de Júlio II     | 43    |
| 29 de novembro de 1503  | criação de 4 Cardeais                                                     | 47    |
| 29 de novembro de 1503  | Clemente Grosso della Rovere, O.F.M.Conv.                                 | 47    |
| 29 de novembro de 1503  | Galeotto Franciotti della Rovere                                          | 47    |
| 29 de novembro de 1503  | François Guillaume de Castelnau-Clermont-Lodève                           | 47    |
| 29 de novembro de 1503  | Juan de Zúñiga y Pimentel                                                 | 47    |
| 21 de dezembro de 1503  | Morte do Cardeal Lorenzo Cybo de Mari (53 anos)                           | 46    |
| 4 de junho de 1504      | Morte do Cardeal Jaime de Casanova (69 anos)                              | 45    |
| 26 de julho de 1504     | Morte do Cardeal Juan de Zúñiga y Pimentel (45 anos)                      | 44    |
| 18 de Agosto de 1504    | Morte do Cardeal Clemente Grosso della Rovere, O.F.M.Conv. (42 anos)      | 43    |
| 25 de agosto de 1504    | Morte do Cardeal Ludovico Prodocator (75 anos)                            | 42    |
| 10 de setembro de 1504  | Morte do Cardeal Francisco Desprats (50 anos)                             | 41    |
| 1 de janeiro de 1505    | Morte do Cardeal Juan Castellar y de Borja (63 anos)                      | 40    |
| 28 de maio de 1505      | Morte do Cardeal Ascanio Sforza (50 anos)                                 | 39    |
| 5 de setembro de 1505   | Morte do Cardeal Raymond Pérault, O.S.A. (70 anos)                        | 38    |
| 1 de dezembro de 1505   | criação de 9 Cardeais                                                     | 47    |
| 1 de dezembro de 1505   | Marco Vigerio della Rovere, O.F.M.Conv.                                   | 47    |
| 1 de dezembro de 1505   | Robert Guibé                                                              | 47    |
| 1 de dezembro de 1505   | Leonardo Grosso della Rovere                                              | 47    |
| 1 de dezembro de 1505   | Antonio Ferrero                                                           | 47    |
| 1 de dezembro de 1505   | Francesco Alidosi                                                         | 47    |
| 1 de dezembro de 1505   | Gabriele de 'Gabrielli                                                    | 47    |
| 1 de dezembro de 1505   | Fazio Giovanni Santori                                                    | 47    |
| 1 de dezembro de 1505   | Carlo Domenico del Carretto                                               | 47    |
| 1 de dezembro de 1505   | Sigismondo Gonzaga                                                        | 47    |
| 22 de julho de 1506     | Morte do Cardeal Francisco Lloris y de Borja (36 anos)                    | 46    |
| 29 de setembro de 1506  | Morte do Cardeal Juan de Castro (75 anos)                                 | 45    |
| 18 de dezembro de 1506  | criação de 3 Cardeais                                                     | 48    |
| 18 de dezembro de 1506  | Jean-François de la Trémoille                                             | 48    |
| 18 de dezembro de 1506  | René de Prie                                                              | 48    |
| 18 de dezembro de 1506  | Louis d'Amboise                                                           | 48    |
| 4 de maio de 1507       | Morte do Cardeal Juan de Vera (53 anos)                                   | 47    |
| 17 de maio de 1507      | criação de 1 Cardeais                                                     | 48    |
| 17 de maio de 1507      | Francisco Jiménez de Cisneros, O.F.M.                                     | 48    |
| 19 de junho de 1507     | Morte do Cardeal Jean-François de la Trémoille (42 anos)                  | 47    |
| 1 de setembro de 1507   | Morte do Cardeal Girolamo della Rovere (73 anos)                          | 46    |
| 10 de setembro de 1507  | Morte do Cardeal Antonio Pallavicini Gentili (66 anos)                    | 45    |
| 11 de setembro de 1507  | criação de 1 Cardeais                                                     | 45    |
| 11 de setembro de 1507  | Sisto Gara della Rovere                                                   | 45    |
| 11 de setembro de 1507  | Morte do Cardeal Galeotto Franciotti della Rovere (36 anos)               | 45    |
| 18 de março de 1508     | Morte do Cardeal Antonio Trivulzio, O.S.A. (51 anos)                      | 44    |
| 23 de julho de 1508     | Morte do Cardeal Antonio Ferrero (39 anos)                                | 43    |
| 19 de setembro de 1508  | Morte do Cardeal Jorge da Costa, O.Cist. (102 anos)                       | 42    |
| 26 de setembro de 1508  | Morte do Cardeal Giovanni Colonna (52 anos)                               | 41    |
| 14 de março de 1509     | Morte do Cardeal Giovanni Antonio Sangiorgio (70 anos)                    | 40    |
| 3 de março de 1509      | Morte do Cardeal Melchior von Meckau (69 anos)                            | 39    |
| 22 de março de 1510     | Morte do Cardeal Fazio Giovanni Santori (63 anos)                         | 38    |
| 1 de maio de 1510       | Morte do Cardeal Giuliano Cesarini, Jr (43 anos)                          | 37    |
| 25 de maio de 1510      | Morte do Cardeal Georges D'Amboise (50 anos)                              | 36    |
| 5 de outubro de 1510    | Morte do Cardeal Giovanni Stefano Ferrero (36 anos)                       | 35    |
| 9 de dezembro de 1510   | Morte do Cardeal Luis Juan de Milà y Borja (78 anos)                      | 34    |
| 20 de janeiro de 1511   | Morte do Cardeal Oliviero Carafa (80 anos)                                | 33    |
| 10 de março de 1511     | criação de 8 Cardeais + 1 In Pectore                                      | 41    |
| 10 de março de 1511     | Christopher Bainbridge                                                    | 41    |
| 10 de março de 1511     | Antonio Maria Ciocchi del Monte                                           | 41    |
| 10 de março de 1511     | Pietro Accolti                                                            | 41    |
| 10 de março de 1511     | Achille de Grassis                                                        | 41    |
| 10 de março de 1511     | Francesco Argentino                                                       | 41    |
| 10 de março de 1511     | Matthäus Schiner                                                          | 41    |
| 10 de março de 1511     | Bandinello Sauli                                                          | 41    |
| 10 de março de 1511     | Alfonso Petrucci                                                          | 41    |
| 3 de maio de 1511       | Morte do Cardeal Louis d'Amboise (32 anos)                                | 40    |
| 24 de maio de 1511      | Morte do Cardeal Francesco Alidosi (56 anos)                              | 39    |
| 23 de agosto de 1511    | Morte do Cardeal Francesco Argentino (61 anos)                            | 38    |
| 22 de setembro de 1511  | Morte do Cardeal Pietro Isvalies (61 anos)                                | 37    |
| 4 de outubro de 1511    | Morte do Cardeal Pedro Luis de Borja Llançol de Romaní (39 anos)          | 36    |
| 4 de novembro de 1511   | Morte do Cardeal Francisco de Borja (70 anos)                             | 35    |
| 5 de novembro de 1511   | Morte do Cardeal Gabriele de 'Gabrielli (66 anos)                         | 34    |
| 10 de março de 1511     | Revelação In Pectore                                                      | 35    |
| 10 de março de 1511     | Matthäus Lang von Wellenburg                                              | 35    |
| 21 de fevereiro de 1513 | Morte do Papa Júlio II (69 anos)                                          | 35    |
| 4 de março de 1513      | Abertura do Conclave de 1513                                              | 35    |
| 9 de março de 1513      | Eleição Papal do Cardeal Giovanni Lorenzo de’ Medici com o nome de Leão X | 34    |